# The Bucket Sharpers
The Bucket Sharpers è un cortometraggio del 1914 diretto da Allen Curtis e interpretato da Louise Fazenda.

## Produzione
Il film fu prodotto fu dalla Universal Film Manufacturing Company (con il nome Joker).

## Distribuzione
Distribuito dall'Universal Film Manufacturing Company, il film uscì in sala il 2 maggio 1914.